# Tymoteusz Puchacz
Tymoteusz Puchacz (Sulechów, 23 de enero de 1999) es un futbolista polaco que juega en la demarcación de defensa para el Holstein Kiel de la 2. Bundesliga.

## Selección nacional
Tras jugar con la selección de fútbol sub-16 de Polonia, la sub-17, la sub-18, la sub-19, la sub-20 y la sub-21, finalmente hizo su debut con la selección absoluta el 1 de junio de 2021 en un encuentro amistoso contra Rusia que finalizó con un resultado de empate a uno tras el gol de Jakub Świerczok para Polonia, y de Vyacheslav Karavaev para Rusia.

### Participaciones en Eurocopas
| Copa          | Sede     | Resultado    | Partidos | Goles |
| ------------- | -------- | ------------ | -------- | ----- |
| Eurocopa 2020 | Europa   | Primera fase | 3        | 0     |
| Eurocopa 2024 | Alemania | Primera fase | 0        | 0     |

## Clubes
| Club                             | País       | Año       | Partidos | Goles |
| -------------------------------- | ---------- | --------- | -------- | ----- |
| Lech Poznań II                   | Polonia    | 2016-2018 | 39       | 2     |
| Lech Poznań                      | Polonia    | 2017-2018 | 1        | 0     |
| Zagłębie Sosnowiec (cedido)      | Polonia    | 2018      | 17       | 0     |
| GKS Katowice (cedido)            | Polonia    | 2018-2019 | 27       | 4     |
| Lech Poznań                      | Polonia    | 2019-2021 | 81       | 7     |
| 1. F. C. Union Berlin            | Alemania   | 2021-2022 | 7        | 0     |
| Trabzonspor (cedido)             | Turquía    | 2022      | 13       | 0     |
| 1. F. C. Union Berlin            | Alemania   | 2022      | 3        | 1     |
| Panathinaikos F. C. (cedido)     | Grecia     | 2023      | 16       | 0     |
| 1. F. C. Kaiserslautern (cedido) | Alemania   | 2023-2024 | 36       | 1     |
| Holstein Kiel                    | Alemania   | 2024-2025 | 12       | 0     |
| Plymouth Argyle F. C. (cedido)   | Inglaterra | 2025      | 18       | 0     |
| Holstein Kiel                    | Alemania   | 2025-     |          |       |

## Palmarés

### Títulos nacionales
| Título               | Club        | País    | Año  |
| -------------------- | ----------- | ------- | ---- |
| Superliga de Turquía | Trabzonspor | Turquía | 2022 |